# 串本分屯基地
座標: 北緯33度28分5.8秒 東経135度49分46秒 / 北緯33.468278度 東経135.82944度
串本分屯基地（くしもとぶんとんきち JASDF Kushimoto Sub Base）とは、和歌山県東牟婁郡串本町須江1383-12に所在し、第5警戒隊が配置されている航空自衛隊入間基地の分屯基地である。
第5警戒隊長が分屯基地司令を兼務。

## 配置部隊

### 中部航空方面隊隷下
- （中部航空警戒管制団）
  - 第5警戒隊

## 沿革
- 1944（昭和19）年9月 - 旧日本海軍、大森山山頂付近に樫野崎特設見張所を建設、電波探信儀および対空機銃陣地を設置。
- 1955（昭和30）年9月 - 在日米空軍、紀伊大島の大森山にレーダー基地建設
- 1957（昭和32）年4月 - 航空自衛隊東部訓練航空警戒隊第9082部隊展開
- 1959（昭和34）年3月 - アメリカ空軍から航空自衛隊へ基地管理を移管
- 1961（昭和36）年7月 - 航空自衛隊中部航空警戒管制団第5警戒群へ改編
- 2000（平成12）年3月 - 第5警戒隊へ改編
- 2006（平成18）年3月 - 8個小隊制から3個小隊制へ改編

## 歴代分屯基地司令
| 代 | 階級     | 氏名          | 在任期間                     | 出身期別     |
| -- | -------- | ------------- | ---------------------------- | ------------ |
| 初 | ２等空佐 | 長谷川 寧生   | 昭和32年04. 8～昭和34年02.19 | 陸士５５期   |
| 02 | ２等空佐 | 佐戸井 長吉   | 昭和34年02.20～昭和36年02.28 | 海兵７３期   |
| 03 | ２等空佐 | 野口 賛郎     | 昭和36年03. 1～昭和39年03.15 | 陸士５６期   |
| 04 | ３等空佐 | 有村 省二     | 昭和39年03.16～昭和40年08.14 | 陸士５８期   |
| 05 | ３等空佐 | 宿谷 幸次     | 昭和40年08.15～昭和41年07.31 | 海兵73期     |
| 06 | ３等空佐 | 国府 真平     | 昭和41年08.1～昭和43年03.14  | 海兵７３期   |
| 07 | ２等空佐 | 浜田 浩       | 昭和43年03.15～昭和43年07.19 | 陸士９０期   |
| 08 | ２等空佐 | 新谷 悦一     | 昭和43年07.10～昭和44年07.31 | 海兵７５期   |
| 09 | ２等空佐 | 榎本 五郎次   | 昭和44年08. 1～昭和46年07.31 | 海軍予備学生 |
| 10 | ２等空佐 | 小沢 正利     | 昭和46年08. 1～昭和48年09.30 | 海兵７５期   |
| 11 | ２等空佐 | 田口 知       | 昭和48年10. 1～昭和50年07.14 | 不明         |
| 12 | ２等空佐 | 豊田 利雄     | 昭和50年07.15～昭和53年02.14 | 部外 ５期    |
| 13 | ２等空佐 | 丸山 邦夫     | 昭和53年02.15～昭和54年07.31 | 防大 ４期    |
| 14 | １等空佐 | 山岡 靖義     | 昭和54年08. 1～昭和56年07.31 | 部外２８期   |
| 15 | １等空佐 | 増元 榮和     | 昭和56年08. 1～昭和57年07.31 | 防大 ６期    |
| 16 | ２等空佐 | 水流 孝文     | 昭和57年08. 1～昭和59年07. 1 | 防大 ７期    |
| 17 | ２等空佐 | 横山 俊夫     | 昭和59年07. 2～昭和61年03.16 | 防大 ８期    |
| 18 | ２等空佐 | 田中 明夫     | 昭和61年03.17～昭和62年08.31 | 防大 ８期    |
| 19 | ２等空佐 | 壹岐 弘       | 昭和62年09. 1～平成元年12.14 | 部外４０期   |
| 20 | ２等空佐 | 福地 朝男     | 平成元年12.15～平成03年07.31 | 防大１０期   |
| 21 | ２等空佐 | 管 邦彦       | 平成03年08. 1～平成 5年03.14 | 航学１５期   |
| 22 | ２等空佐 | 福田 光       | 平成05年03.15～平成7年03.22  | 防大１２期   |
| 23 | ２等空佐 | 明石 公博     | 平成07年03.23～平成 9年03.20 | 防大１０期   |
| 24 | ２等空佐 | 山崎 修       | 平成09年03.21～平成11年07.31 | 防大１４期   |
| 25 | ２等空佐 | 窪田 博       | 平成11年08. 1～平成13年07.31 | 航学２２期   |
| 26 | ２等空佐 | 齋藤 一輝     | 平成13年08. 1～平成15年07.31 | 防大２１期   |
| 27 | ２等空佐 | 桐原 光弘     | 平成15年08. 1～平成17年03.31 | 防大２０期   |
| 28 | ２等空佐 | 中野 勝       | 平成17年04. 1～平成18年12.14 | 防大２３期   |
| 29 | ２等空佐 | 神藤 榮作     | 平成18年12.14～平成20年09.14 | 航学２８期   |
| 30 | ２等空佐 | 大塚 克彦     | 平成20年09.15～平成22年10.31 | 航学３３期   |
| 31 | ２等空佐 | 仲村 淳一     | 平成22年11. 1～平成24年03.25 | 一般７３期   |
| 32 | ２等空佐 | 髙橋 博幸     | 平成24年03.26～平成26年07.31 | 一般８４期   |
| 33 | ２等空佐 | 鶴貝 英俊     | 平成26年08. 1～平成28年03.31 | 防大３８期   |
| 34 | ２等空佐 | 佐久川 希世秀 | 平成28年04. 01～             | 防大４０期   |
| 35 |          |               |                              |              |
| 36 |          |               |                              |              |
| 37 | １等空佐 | 森 孝二       | 令和02年03. 00～             | 防大３７期   |